# Megafon FM
A Megafon egy helyi hatókörű kereskedelmi rádióadó Nógrád és Pest vármegyében. Az adó könnyűzenei slágereket sugároz a 80-as évektől a mai napig Balassagyarmaton és annak 20 kilométeres körzetében a 95,7 MHz-es, Vácon és 30 kilométeres körzetében a 91,9 MHz-es frekvencián, így Balassagyarmattól Dunakesziig (tehát a 2-es és az M2-es út teljes hosszán és az M0 egyes részein) majdhogynem zavartalanul, változó minőségben még Budapest egyes részein is fogható a rádió.

## Története
A rádió 2013. augusztus 5-én a 95,7 MHz-en indult, amihez a NMHH-val kötött szerződéssel jutottak hozzá. A sugárzást reggel 6 óra 52 perckor kezdte a Jazz+Az Ma jól vagyok című slágerével.
A rádiót működtető társaság három alkalommal kötött ideiglenes médiaszolgáltatási szerződést a Médiatanáccsal, a negyedik alkalommal elutasította, ezért 2014. február 4-én megszűnt az ideiglenes adás, de március 19-én újraindult a megszokott frekvencián és műsorrenddel. Április 10-én a szerkesztőség bejelentette a közösségi oldalukon, hogy április 12-én éjfél után ismét elnémul a rádió.
Második újraindulását közel két és fél évvel később, 2016. november 16-án kerül sor, amit a Megafon csapata november 8-án osztott meg a közösségi oldalukon.
A rádió hallgatottságát rendszeresen mérik közvélemény-kutatók. Az Inspira Media Research legutóbbi balassagyarmati felmérése szerint a városban a leghallgatottabb kereskedelmi rádió a Megafon. Salgótarjánban az úgynevezett ABC1 kategóriában (nagy vásárlóerővel rendelkező kvalifikált közönség) tudhat magáénak vezető szerepet az adó.
A Megafon mellett elkötelezett rádióhallgatókat a csatorna Megafonistáknak nevezte el 2017-ben.
A Megafon 2020 márciusában 100 helyi hallgató bevonásával végzett kutatása alapján 2020. július 1-jén átszerkesztette zenei kínálatát. A TOP100 Megasláger Teszt eredménye szerint a Megafonisták leginkább a '80-as évek és napjaink zenéit kedvelik leginkább. Emellett a felmérésre alapozva már több rock megaslágert is adásba szerkeszt az adó nyártól.

## Műsorrend
| -             | Hétfő                    | Kedd                     | Szerda                   | Csütörtök                | Péntek                | Szombat               | Vasárnap                 |
| ------------- | ------------------------ | ------------------------ | ------------------------ | ------------------------ | --------------------- | --------------------- | ------------------------ |
| 00:00 – 06:00 | Zenék megállás nélkül    | Zenék megállás nélkül    | Zenék megállás nélkül    | Zenék megállás nélkül    | Zenék megállás nélkül | Zenék megállás nélkül | Zenék megállás nélkül    |
| 06:00 – 10:00 | Start menü               | Start menü               | Start menü               | Start menü               | Start menü            | Reggeli ritmus        | Reggeli ritmus           |
| 10:00 – 16:00 | Kirakat                  | Kirakat                  | Kirakat                  | Kirakat                  | Kirakat               | 95 7                  | 95 7                     |
| 16:00 – 20:00 | Zenék megállás nélkül    | Zenék megállás nélkül    | Zenék megállás nélkül    | Zenék megállás nélkül    | Zenék megállás nélkül | Zenék megállás nélkül | Szóda                    |
| 20:00 – 24:00 | A szerelem hullámhosszán | A szerelem hullámhosszán | A szerelem hullámhosszán | A szerelem hullámhosszán | Zenék megállás nélkül | Zenék megállás nélkül | A szerelem hullámhosszán |

A rádió minden egész órakor a helyi hírek mellett időjárás-jelentést és traffipaxot is közöl; hétköznap reggel félóránként is sugároz híreket.

## Műsorok
- Start menü: ébresztő műsor minden hétköznapon, többnyire helyi témákkal, interjúkkal
- Kirakat: női életmód magazin kulturális ajánlatokkal
- FittBit: hétvégi sportos életmód magazin
- Szóda: vasárnap délutáni sztárinterjúk
- A szerelem hullámhosszán: intim együttlétre is ösztönző romantikus megaslágerek

## Műsorvezetők
- Start menü: Olicsek Ádám, Nemesvári Norbi, Karvai Sanyi
- Kirakat: Rédei Reni
- FittBit: Házy Attila
- Szóda: Lombos Marci
- Hírek: Nándori Klaudia, Molnár Róbert, Király László